# Nothoscordum patricium
Nothoscordum patricium är en amaryllisväxtart som beskrevs av Pierfelice Ravenna. Nothoscordum patricium ingår i släktet vaniljlökar, och familjen amaryllisväxter. Inga underarter finns listade i Catalogue of Life.